# Жестокост
Жестокостта е удоволствие от причиняването на страдание или бездействието към страданието на друг, когато е лесно достъпно ясно средство за защита. Садизмът също може да бъде свързан с тази форма на действие или концепция. Жестоките начини за причиняване на страдание могат да включват насилие, но утвърдителното насилие не е необходимо, за да бъде актът жесток. Например, ако човек се дави и моли за помощ, а друг човек е в състояние да помогне без това да води до някакъв ущърб или риск, а просто наблюдава с незаинтересованост или с палаво забавление, този човек е жесток – вместо насилствен.
Джордж Елиът заявява, че „жестокостта, както всеки друг порок, не изисква мотив извън себе си; тя изисква само възможност.“ Бъртран Ръсел заявява, че „проявяването на жестокост с чиста съвест е удоволствие за моралистите. Ето защо те те изобретил Ада.“ Гилбърт К. Честъртън заяви, че „жестокостта е може би най-лошият вид грях. Интелектуалната жестокост със сигурност е най-лошият вид жестокост.“

## Употреба в законодателството
Терминът „жестокост“ често се използва в правото и криминологията по отношение на отношението към животни, деца, съпрузи и затворници. Когато се говори за жестокост към животните, това често се отнася до ненужно страдание. В наказателното право се отнася до наказание, изтезание, виктимизация, драконовски мерки и жестоко и необичайно наказание. При бракоразводни дела много юрисдикции допускат основание за иск за жестоко и нечовешко отношение.